# Melitaea cataoccasus
Melitaea cataoccasus är en fjärilsart som beskrevs av Ruggero Verity 1929. Melitaea cataoccasus ingår i släktet Melitaea och familjen praktfjärilar. Inga underarter finns listade i Catalogue of Life.